# Ion Oprișor
Ion Oprișor (n. 10 martie 1955, Deagu, comuna Recea, Argeș) este un general român, din 6 martie 2015 consilier al președintelui Klaus Iohannis. Anterior a fost secretar al Consiliului Suprem de Apărare a Țării (CSAT).

## Cariera profesională
Ion Oprișor s-a născut la data de 10 martie 1955 în Deagurile, localitate aflată pe atunci în regiunea Pitești. A absolvit Liceul Militar „Dimitrie Cantemir” din Breaza (1970-1974) și apoi școala militară de ofițeri din Sibiu, arma artilerie și rachete terestre (1974-1977).
După absolvirea școlii de ofițeri a fost avansat la gradul de locotenent și repartizat la Centrul de Instrucție al Artileriei din Ploiești. A fost numit în funcția de comandant de pluton tragere artilerie terestră și comandant de pluton comandă (1977-1981). În anul 1981 a fost înaintat la gradul de locotenent-major și numit în funcția de comandant de baterie artilerie terestră (1981-1983).
Între anii 1983-1985 a fost ofițer student la Academia de Înalte Studii Militare din București, obținând diploma de licență în știința militară. După absolvirea Academiei, Ion Oprișor revine în anul 1985 ca lector la Catedra de tragerile artileriei din Centrul de Instrucție al Artileriei din Ploiești. În anul 1986 a fost înaintat la gradul de căpitan. În anul 1987 a urmat un curs postacademic pe linie de perfecționare a pregătirii cadrelor didactice, la absolvirea căruia este promovat în Comandamentul Artileriei.
Între anii 1987-1993, este transferat la Comandamentul Artileriei, Secția Pregătire pentru Luptă, unde ocupă următoarele posturi: ofițer 2 (mai 1987-iunie 1990), ofițer 1 (iunie 1990-iunie 1993) și șef al Biroului Traduceri și Multiplicări din Comandamentul Artileriei (iunie - noiembrie 1993). Între timp, în anul 1990, este avansat la gradul de maior.
În perioada decembrie 1993 - februarie 2001 a îndeplinit funcția de ofițer 1 și apoi ofițer specialist principal în Inspectoratul General al Statului Major General respectiv, Direcția Doctrină și Instrucție. În paralel, a absolvit un curs de orientare pentru ofițerii de stat major în cadrul Colegiului Național de Apărare al Olandei (1997) și apoi Colegiul Superior de Stat Major din cadrul Academiei de Înalte Studii Militare (1998). Este avansat pe rând la gradele de locotenent-colonel (1995) și colonel (2000).
Lucrează apoi în cadrul Statului Major General ca șef al Biroului Doctrine în Direcția Doctrină și Instrucție (1 martie 2001 - 12 iulie 2001), șef al Biroului Doctrine în Direcția Planificare Strategică (iulie 2001 – 15 ianuarie 2002), șef al Secției Doctrine și Regulamente în Direcția Planificare Strategică (15 ianuarie 2002 – 11 septembrie 2002) și șef al Secției Doctrine și Regulamente în Direcția Planificare Strategică și Instrucție (11 septembrie 2002 – 26 septembrie 2003). În această perioadă urmează un curs de învățare a limbii engleze la Academia de Înalte Studii Militare (octombrie 2002 - martie 2003).

## Secretar alCSAT
În data de 27 septembrie 2003, este numit ca expert în cadrul Departamentului Securității Naționale al Administrației Prezidențiale. El a fost adjunctul lui Viorel Bârloiu, secretarul general al CSAT în mandatul lui Ion Iliescu. La 1 noiembrie 2004 a fost avansat la gradul de general de brigadă (cu o stea) . În anul 2005 a absolvit Colegiul Național de Apărare.
A fost numit la data de 1 mai 2005 în funcția de consilier în cadrul secretariatului Consiliului Suprem de Apărare al Țării (CSAT). După demisia din 6 ianuarie 2006 a generalului Viorel Bârloiu din funcția de consilier de stat și secretar al CSAT, atribuțiile acestuia au fost preluate, în mod neoficial, de către generalul Ion Oprișor. Abia după zece luni de la demisia lui Viorel Bârloiu, la data de 20 noiembrie 2006, președintele Traian Băsescu l-a numit oficial pe generalul Ion Oprișor în funcția de secretar al CSAT cu rangul de consilier de stat. La 23 decembrie 2006, Ion Oprișor a fost înaintat la gradul de general-maior (cu două stele) La data de 1 aprilie 2008 a fost avansat la gradul de general locotenent și trecut în rezervă.
Generalul Ion Oprișor vorbește bine limba engleză, iar limba franceză la nivel mediu. Este căsătorit și are doi copii.

## Lucrări publicate
Generalul Ion Oprișor a publicat mai multe lucrări de teorie și politică militară, printre care:
- Doctrina Acțiunilor Întrunite ale Forțelor Armate (Ed. 2001, în cadrul colectivului de elaborare);
- Doctrina Pregătirii Forțelor Armatei (Ed. 2003, în cadrul colectivului de elaborare);
- Concluzii și învățăminte rezultate din desfășurarea exercițiului NATO/PfP "COOPERATIVE BEST EFFORT 2000 (Gândirea Militară Românească, 2003);
- Doctrina Acțiunilor Întrunite ale Forțelor Armate - repere conceptuale și acționale (Gândirea Militară Românească, 2003);
- Doctrina Planificării Operațiilor Întrunite (Ed. 2003, în cadrul colectivului de elaborare);
- Glosar de abrevieri utilizat în documentele și publicațiile NATO (Ed. 2004).